# Marianne von Oranien-Nassau

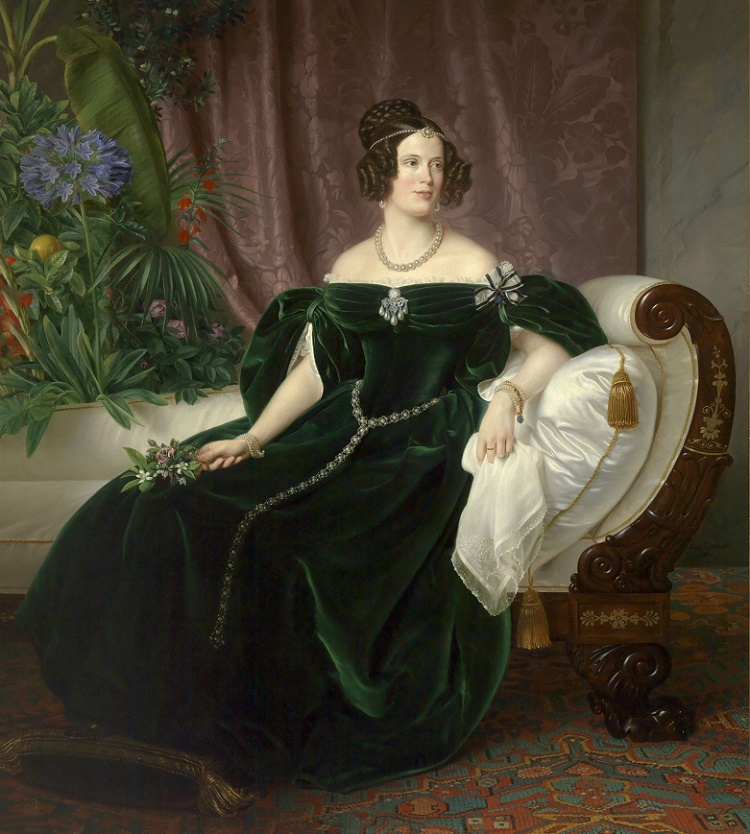
Marianne von Oranien-Nassau, Prinzessin von Preußen, 1837, Bildnis von Theodor Hildebrandt

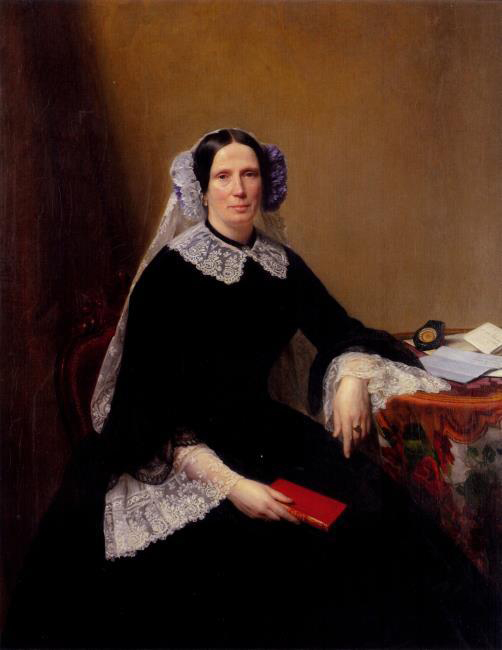
Marianne von Oranien-Nassau, 1860, Bildnis von Herman Antonie de Bloeme

Wilhelmina Frederika Louise Charlotte Marianne von Oranien-Nassau (* 9. Mai 1810 in Berlin; † 29. Mai 1883 auf Schloss Reinhartshausen in Erbach, heute ein Stadtteil von Eltville am Rhein) war eine geborene Prinzessin der Niederlande und eine geschiedene Prinzessin von Preußen. Sie war eine für ihre Zeit höchst unkonventionell denkende und lebende Frau. Weil sie ihren untreuen Ehemann Prinz Albrecht von Preußen verließ und mit ihrem Lebensgefährten Johannes van Rossum und dem gemeinsamen unehelichen Sohn zusammenlebte, musste sie, wie auch die anderen an der Affäre Beteiligten, Preußen verlassen. Ihren neuen Wohnsitz, Schloss Reinhartshausen in Erbach, machte die Kunstsammlerin und Mäzenin zu einem kulturellen Anziehungspunkt am Rhein. Durch ihr bemerkenswertes soziales Engagement für Bedürftige, vor allem im Rheingau und in Schlesien, erwarb sie sich große Sympathien bei der Bevölkerung. Eng mit ihrem Schicksal verknüpft ist die Johanneskirche in Erbach, die die tief religiöse Marianne der Gemeinde anlässlich des tragischen Todes ihres zwölfjährigen Sohnes stiftete. Diese Kirche gilt als außergewöhnliches Kulturdenkmal und war das erste evangelische Gotteshaus im Rheingau.

## Leben

### Stammbaum
|                                                            |                                                            |                                                            |                                                            |                                                            |                                                            |                                  |                                  | Friedrich Wilhelm II. (1744–1797)               | Friedrich Wilhelm II. (1744–1797)               | Friedrich Wilhelm II. (1744–1797)               | Friedrich Wilhelm II. (1744–1797)               | Friedrich Wilhelm II. (1744–1797)               | Friedrich Wilhelm II. (1744–1797)               |  |  | Friederike von Hessen (1751–1805)                         | Friederike von Hessen (1751–1805)                         | Friederike von Hessen (1751–1805)                         | Friederike von Hessen (1751–1805)                         | Friederike von Hessen (1751–1805)                         | Friederike von Hessen (1751–1805)                         |                                         |                                         |                                                               |                                                               |                                                               |                                                               |                                                               |                                                               |  |  |                                                |                                                |                                                |                                                |                                                |                                                |
|                                                            |                                                            |                                                            |                                                            |                                                            |                                                            |                                  |                                  | Friedrich Wilhelm II. (1744–1797)               | Friedrich Wilhelm II. (1744–1797)               | Friedrich Wilhelm II. (1744–1797)               | Friedrich Wilhelm II. (1744–1797)               | Friedrich Wilhelm II. (1744–1797)               | Friedrich Wilhelm II. (1744–1797)               |  |  | Friederike von Hessen (1751–1805)                         | Friederike von Hessen (1751–1805)                         | Friederike von Hessen (1751–1805)                         | Friederike von Hessen (1751–1805)                         | Friederike von Hessen (1751–1805)                         | Friederike von Hessen (1751–1805)                         |                                         |                                         |                                                               |                                                               |                                                               |                                                               |                                                               |                                                               |  |  |                                                |                                                |                                                |                                                |                                                |                                                |
|                                                            |                                                            |                                                            |                                                            |                                                            |                                                            |                                  |                                  |                                                 |                                                 |                                                 |                                                 |                                                 |                                                 |  |  |                                                           |                                                           |                                                           |                                                           |                                                           |                                                           |                                         |                                         |                                                               |                                                               |                                                               |                                                               |                                                               |                                                               |  |  |                                                |                                                |                                                |                                                |                                                |                                                |
|                                                            |                                                            |                                                            |                                                            |                                                            |                                                            |                                  |                                  |                                                 |                                                 |                                                 |                                                 |                                                 |                                                 |  |  |                                                           |                                                           |                                                           |                                                           |                                                           |                                                           |                                         |                                         |                                                               |                                                               |                                                               |                                                               |                                                               |                                                               |  |  |                                                |                                                |                                                |                                                |                                                |                                                |
| Luise von Mecklenburg-Strelitz (1776–1810)                 | Luise von Mecklenburg-Strelitz (1776–1810)                 | Luise von Mecklenburg-Strelitz (1776–1810)                 | Luise von Mecklenburg-Strelitz (1776–1810)                 | Luise von Mecklenburg-Strelitz (1776–1810)                 | Luise von Mecklenburg-Strelitz (1776–1810)                 |                                  |                                  | Friedrich Wilhelm III. (1770–1840)              | Friedrich Wilhelm III. (1770–1840)              | Friedrich Wilhelm III. (1770–1840)              | Friedrich Wilhelm III. (1770–1840)              | Friedrich Wilhelm III. (1770–1840)              | Friedrich Wilhelm III. (1770–1840)              |  |  | Wilhelmine 'Mimi' von Preußen (1774–1837)                 | Wilhelmine 'Mimi' von Preußen (1774–1837)                 | Wilhelmine 'Mimi' von Preußen (1774–1837)                 | Wilhelmine 'Mimi' von Preußen (1774–1837)                 | Wilhelmine 'Mimi' von Preußen (1774–1837)                 | Wilhelmine 'Mimi' von Preußen (1774–1837)                 |                                         |                                         | Wilhelm von Nassau-Oranien, König der Niederlande (1772–1843) | Wilhelm von Nassau-Oranien, König der Niederlande (1772–1843) | Wilhelm von Nassau-Oranien, König der Niederlande (1772–1843) | Wilhelm von Nassau-Oranien, König der Niederlande (1772–1843) | Wilhelm von Nassau-Oranien, König der Niederlande (1772–1843) | Wilhelm von Nassau-Oranien, König der Niederlande (1772–1843) |  |  |                                                |                                                |                                                |                                                |                                                |                                                |
| Luise von Mecklenburg-Strelitz (1776–1810)                 | Luise von Mecklenburg-Strelitz (1776–1810)                 | Luise von Mecklenburg-Strelitz (1776–1810)                 | Luise von Mecklenburg-Strelitz (1776–1810)                 | Luise von Mecklenburg-Strelitz (1776–1810)                 | Luise von Mecklenburg-Strelitz (1776–1810)                 |                                  |                                  | Friedrich Wilhelm III. (1770–1840)              | Friedrich Wilhelm III. (1770–1840)              | Friedrich Wilhelm III. (1770–1840)              | Friedrich Wilhelm III. (1770–1840)              | Friedrich Wilhelm III. (1770–1840)              | Friedrich Wilhelm III. (1770–1840)              |  |  | Wilhelmine 'Mimi' von Preußen (1774–1837)                 | Wilhelmine 'Mimi' von Preußen (1774–1837)                 | Wilhelmine 'Mimi' von Preußen (1774–1837)                 | Wilhelmine 'Mimi' von Preußen (1774–1837)                 | Wilhelmine 'Mimi' von Preußen (1774–1837)                 | Wilhelmine 'Mimi' von Preußen (1774–1837)                 |                                         |                                         | Wilhelm von Nassau-Oranien, König der Niederlande (1772–1843) | Wilhelm von Nassau-Oranien, König der Niederlande (1772–1843) | Wilhelm von Nassau-Oranien, König der Niederlande (1772–1843) | Wilhelm von Nassau-Oranien, König der Niederlande (1772–1843) | Wilhelm von Nassau-Oranien, König der Niederlande (1772–1843) | Wilhelm von Nassau-Oranien, König der Niederlande (1772–1843) |  |  |                                                |                                                |                                                |                                                |                                                |                                                |
|                                                            |                                                            |                                                            |                                                            |                                                            |                                                            |                                  |                                  |                                                 |                                                 |                                                 |                                                 |                                                 |                                                 |  |  |                                                           |                                                           |                                                           |                                                           |                                                           |                                                           |                                         |                                         |                                                               |                                                               |                                                               |                                                               |                                                               |                                                               |  |  |                                                |                                                |                                                |                                                |                                                |                                                |
|                                                            |                                                            |                                                            |                                                            | Albrecht von Preußen (1809–1872)                           | Albrecht von Preußen (1809–1872)                           | Albrecht von Preußen (1809–1872) | Albrecht von Preußen (1809–1872) | Albrecht von Preußen (1809–1872)                | Albrecht von Preußen (1809–1872)                |                                                 |                                                 |                                                 |                                                 |  |  |                                                           |                                                           |                                                           |                                                           | Marianne von Oranien-Nassau (1810–1883)                   | Marianne von Oranien-Nassau (1810–1883)                   | Marianne von Oranien-Nassau (1810–1883) | Marianne von Oranien-Nassau (1810–1883) | Marianne von Oranien-Nassau (1810–1883)                       | Marianne von Oranien-Nassau (1810–1883)                       |                                                               |                                                               |                                                               |                                                               |  |  | Johannes van Rossum (1809–1873)                | Johannes van Rossum (1809–1873)                | Johannes van Rossum (1809–1873)                | Johannes van Rossum (1809–1873)                | Johannes van Rossum (1809–1873)                | Johannes van Rossum (1809–1873)                |
|                                                            |                                                            |                                                            |                                                            | Albrecht von Preußen (1809–1872)                           | Albrecht von Preußen (1809–1872)                           | Albrecht von Preußen (1809–1872) | Albrecht von Preußen (1809–1872) | Albrecht von Preußen (1809–1872)                | Albrecht von Preußen (1809–1872)                |                                                 |                                                 |                                                 |                                                 |  |  |                                                           |                                                           |                                                           |                                                           | Marianne von Oranien-Nassau (1810–1883)                   | Marianne von Oranien-Nassau (1810–1883)                   | Marianne von Oranien-Nassau (1810–1883) | Marianne von Oranien-Nassau (1810–1883) | Marianne von Oranien-Nassau (1810–1883)                       | Marianne von Oranien-Nassau (1810–1883)                       |                                                               |                                                               |                                                               |                                                               |  |  | Johannes van Rossum (1809–1873)                | Johannes van Rossum (1809–1873)                | Johannes van Rossum (1809–1873)                | Johannes van Rossum (1809–1873)                | Johannes van Rossum (1809–1873)                | Johannes van Rossum (1809–1873)                |
|                                                            |                                                            |                                                            |                                                            |                                                            |                                                            |                                  |                                  |                                                 |                                                 |                                                 |                                                 |                                                 |                                                 |  |  |                                                           |                                                           |                                                           |                                                           |                                                           |                                                           |                                         |                                         |                                                               |                                                               |                                                               |                                                               |                                                               |                                                               |  |  |                                                |                                                |                                                |                                                |                                                |                                                |
|                                                            |                                                            |                                                            |                                                            |                                                            |                                                            |                                  |                                  |                                                 |                                                 |                                                 |                                                 |                                                 |                                                 |  |  |                                                           |                                                           |                                                           |                                                           |                                                           |                                                           |                                         |                                         |                                                               |                                                               |                                                               |                                                               |                                                               |                                                               |  |  |                                                |                                                |                                                |                                                |                                                |                                                |
| Friederike Luise Wilhelmine Marianne Charlotte (1831–1855) | Friederike Luise Wilhelmine Marianne Charlotte (1831–1855) | Friederike Luise Wilhelmine Marianne Charlotte (1831–1855) | Friederike Luise Wilhelmine Marianne Charlotte (1831–1855) | Friederike Luise Wilhelmine Marianne Charlotte (1831–1855) | Friederike Luise Wilhelmine Marianne Charlotte (1831–1855) |                                  |                                  | Friedrich Wilhelm Nikolaus Albrecht (1837–1906) | Friedrich Wilhelm Nikolaus Albrecht (1837–1906) | Friedrich Wilhelm Nikolaus Albrecht (1837–1906) | Friedrich Wilhelm Nikolaus Albrecht (1837–1906) | Friedrich Wilhelm Nikolaus Albrecht (1837–1906) | Friedrich Wilhelm Nikolaus Albrecht (1837–1906) |  |  | Friederike Luise Wilhelmine Elisabeth (27.08.–09.10.1840) | Friederike Luise Wilhelmine Elisabeth (27.08.–09.10.1840) | Friederike Luise Wilhelmine Elisabeth (27.08.–09.10.1840) | Friederike Luise Wilhelmine Elisabeth (27.08.–09.10.1840) | Friederike Luise Wilhelmine Elisabeth (27.08.–09.10.1840) | Friederike Luise Wilhelmine Elisabeth (27.08.–09.10.1840) |                                         |                                         | Friederike Wilhelmine Luise Elisabeth Alexandrine (1842–1906) | Friederike Wilhelmine Luise Elisabeth Alexandrine (1842–1906) | Friederike Wilhelmine Luise Elisabeth Alexandrine (1842–1906) | Friederike Wilhelmine Luise Elisabeth Alexandrine (1842–1906) | Friederike Wilhelmine Luise Elisabeth Alexandrine (1842–1906) | Friederike Wilhelmine Luise Elisabeth Alexandrine (1842–1906) |  |  | Johann Wilhelm von Reinhartshausen (1849–1861) | Johann Wilhelm von Reinhartshausen (1849–1861) | Johann Wilhelm von Reinhartshausen (1849–1861) | Johann Wilhelm von Reinhartshausen (1849–1861) | Johann Wilhelm von Reinhartshausen (1849–1861) | Johann Wilhelm von Reinhartshausen (1849–1861) |

### Kindheit und Jugend
Marianne war die jüngste Tochter des späteren niederländischen Königs Wilhelm Friedrich von Oranien-Nassau und der Wilhelmine von Preußen, Tochter König Friedrich Wilhelms II. von Preußen und dessen zweiter Ehefrau, Prinzessin Friederike Luise von Hessen-Darmstadt. Neben ihren zwei älteren Brüdern Wilhelm II. Friedrich Georg Ludwig (1792–1849) und Wilhelm Friedrich Karl (1797–1881) hatte sie noch eine Schwester, die mit sechs Jahren 1806 verstorben war. Nach der Eroberung der Niederlande durch Frankreich im Jahr 1795 war die Familie an den schwiegerväterlichen Hof in Berlin geflüchtet. Dort kam Marianne 1810 als „Nesthäkchen“ im Niederländischen Palais zur Welt. Als ihr Heimatland im Jahr 1813 von der napoleonischen Herrschaft befreit worden war, kehrte die Familie in die Niederlande zurück. Die Königsfamilie lebte fortan in der Residenz Het Loo in Apeldoorn. Prägend für Marianne war die liebevolle, nicht autoritäre Erziehung durch ihre Eltern. 1828 wurde sie mit dem ehemaligen Kronprinzen Gustav von Schweden (Wasa) verlobt, wobei das Brautpaar offenbar wahre Gefühle füreinander hatte. Doch der Sohn eines entthronten Königs galt als nicht standesgemäß, und die Verlobung wurde 1829 wieder gelöst.

### Ehe mit Prinz Albrecht von Preußen

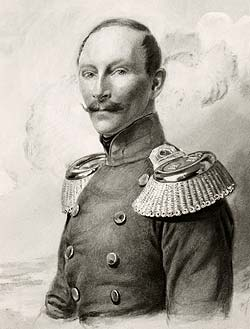
Prinz Albrecht von Preußen als General der Kavallerie (um 1860)

Am 14. September 1830 heiratete Marianne ihren Cousin Prinz Albrecht von Preußen (1809–1872), jüngstes von zehn Kindern des Königspaares Friedrich Wilhelm III. und Luise. Das Paar lebte in Berlin zunächst in Schloss Schönhausen in Pankow, von 1832 an in dem von Karl Friedrich Schinkel umgestalteten Prinz-Albrecht-Palais in der Friedrichstadt. Aus der zunächst sehr glücklichen Ehe gingen fünf Kinder hervor:
- Charlotte (1831–1855)
 :⚭ 1850 mit Erbprinz Georg, dem späteren Herzog Georg II. von Sachsen-Meiningen (1826–1914)
- Totgeburt (*/† 1832)
- Albrecht (1837–1906), preußischer Generalfeldmarschall, Regent des Herzogtums Braunschweig, Herrenmeister des Johanniterordens
 ⚭ 1873 mit Prinzessin Marie von Sachsen-Altenburg (1854–1898)
- Elisabeth (27. August – 9. Oktober 1840)
- Alexandrine (1842–1906)
 ⚭ 1865 Herzog Wilhelm zu Mecklenburg (1827–1879), preußischer General der Kavallerie

Die feinfühlige, tief religiöse, künstlerisch und sozial interessierte Marianne und der militärisch erzogene, den preußischen Drill liebende Albrecht passten charakterlich nicht zueinander. Albrecht neigte zudem zu außerehelichen Abenteuern. Marianne wollte dies nicht klaglos hinnehmen und, wie seinerzeit erwartet wurde, der Form halber Stillschweigen bewahren. 1844 kam es schließlich zur Trennung, nachdem ihr Mann ein Liebesverhältnis mit ihrer Hofdame Rosalie von Rauch, der Tochter des preußischen Kriegsministers Gustav von Rauch, eingegangen war. Marianne verlangte die Scheidung, doch weder der preußische noch der niederländische Hof erteilte die Zustimmung. Daraufhin verließ sie Albrecht, reiste durch Europa oder hielt sich auf ihren Gütern in Italien, Schlesien (Grafschaft Glatz) und den Niederlanden auf. Es gab sogar Streit um die Aufbewahrung der Leiche der Tochter Elisabeth, die sechs Wochen nach der Geburt 1840 gestorben war und 1845 immer noch im weißen Eisensarg in der Sakristei der katholischen Kirche in Kamenz aufbewahrt wurde. Ihr Vater verweigerte die Bestattung in der Königlichen Kapelle. Trotzdem versuchte Marianne bis 1848, eine Versöhnung mit Albrecht zu erreichen. Am 28. März 1849 wurde die Ehe geschieden.

### Lebenspartnerschaft mit Johannes van Rossum

Johannes van Rossum, Porträt von Johan Philip Koelman, Rom 1852

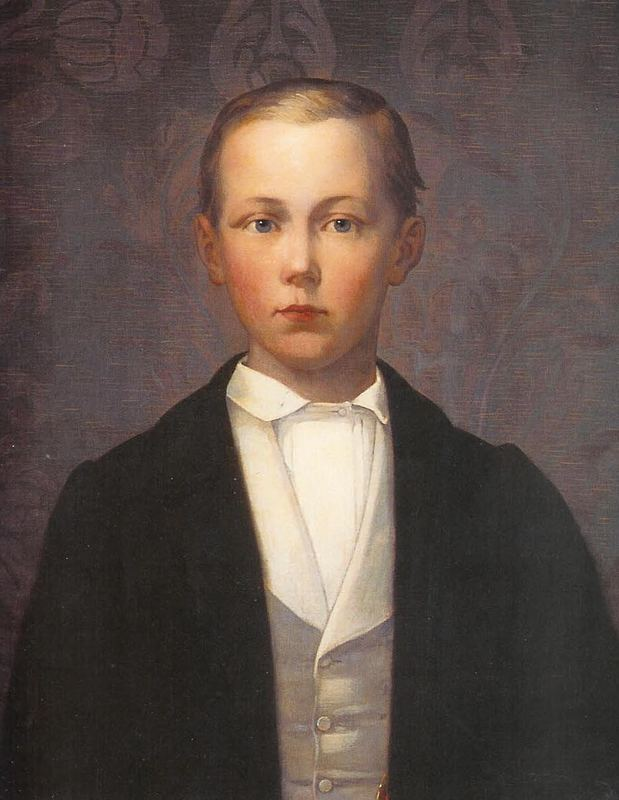
Johann Wilhelm von Reinhartshausen (1849–1861)

1848 ging Marianne mit ihrem Leibkutscher, Reisebegleiter und späteren Kabinettssekretär Johannes van Rossum (1809–1873), einem Niederländer aus Den Haag, der ebenfalls verheiratet war, eine außereheliche und nicht standesgemäße Liebesbeziehung ein. Damit verstieß sie gegen die Grundsätze ihres Standes und beschwor einen Skandal herauf. Als sie von diesem Mann ein Kind erwartete, erteilten beide Höfe schließlich, um einen noch größeren Skandal zu verhindern, ihre Erlaubnis zu der von Marianne und Albrecht lange erwünschten Scheidung. Im März 1849 wurde die Ehe geschieden, im Oktober brachte Marianne auf einer ihrer Reisen in Sizilien einen Sohn zur Welt, Johann Wilhelm von Reinhartshausen (1849–1861; der Nachname wurde ihm einige Jahre später von Herzog Adolph von Nassau verliehen, in Anlehnung an das Schloss Reinhartshausen, in dem er aufwuchs und das er erben sollte). Die Höfe von Haag und Berlin brachen daraufhin alle Kontakte mit Marianne ab. Preußen erließ ein Verbannungsdekret, das ihr für nur jeweils 24 Stunden den Aufenthalt erlaubte. Auch die Erziehung ihrer Kinder aus der Ehe mit Albrecht wurde ihr entzogen; die Vormundschaft ging an Königin Elisabeth von Preußen über. 
Bald nach Johann Wilhelms Geburt reiste Marianne mit Johannes van Rossum durch Europa und den Orient (Ägypten, Palästina, Syrien), bevor sie sich 1851 schließlich in Rom niederließ, die Villa Celimontana kaufte und ihren Sohn zu sich holte. Mit ihrer Entscheidung, ihr uneheliches Kind selbst großzuziehen und nicht, wie im Adel üblich, als „Fehltritt“ stillschweigend in fremde Hände zu geben, zog sie erneut die Missbilligung der Königshäuser auf sich. Geheiratet haben Marianne und van Rossum nie, eine morganatische Ehe wäre aber möglich gewesen, nachdem Van Rossums niederländische Ehefrau 1861 gestorben war.

### Marianne – Mutter und Unternehmerin
Für Marianne bedeutete das Verbannungsdekret, dass sie ihre Kinder (und später Enkelkinder), mit denen sie ihr Leben lang eng verbunden blieb, nur außerhalb Preußens treffen konnte oder aber während eines 24-stündigen Aufenthaltes. Die Begegnungen fanden daher auf ihren Besitztümern in den Niederlanden und in Italien statt und im 1853 erworbenen Schloss Weißwasser in Österreichisch Schlesien direkt hinter der preußischen Grenze. Von hier aus war sie schnell in Preußen und konnte auch ihre zu Preußen gehörenden Güter in Schlesien erreichen und sich weiterhin um deren Bewirtschaftung und Verwaltung kümmern. 
Marianne war eine kluge Unternehmerin, die ihre Besitztümer im Laufe ihres Lebens vermehrte und ihre Nachkommen zum reichsten Zweig der Hohenzollerndynastie machte. ihrer Tochter Charlotte schenkte sie anlässlich ihrer Hochzeit die Villa Carlotta in Tremezzo am Comer See. Charlotte starb 1855 mit nur 23 Jahren bei der Geburt ihres vierten Kindes, aber die Villa blieb bis 1915 im Besitz ihrer Nachkommen. Die Stiftsherrschaft Kamenz in Niederschlesien, wo sie über viele Jahre den Bau von Schloss Kamenz koordiniert hatte, war das Hochzeitsgeschenk für ihren Sohn Albrecht. Auf den Hochzeiten ihrer Kinder war sie, wie auf allen Familienfeiern, aber zeitlebens nicht geduldet. Trotz der familiären und gesellschaftlichen Ächtung bekannte sich Marianne stets zu ihrem nicht standesgemäßen Lebensgefährten und ihrem unehelichen Kind und zeigte sich mit ihnen auch bei öffentlichen Anlässen.

### Die neue Heimat im Rheingau

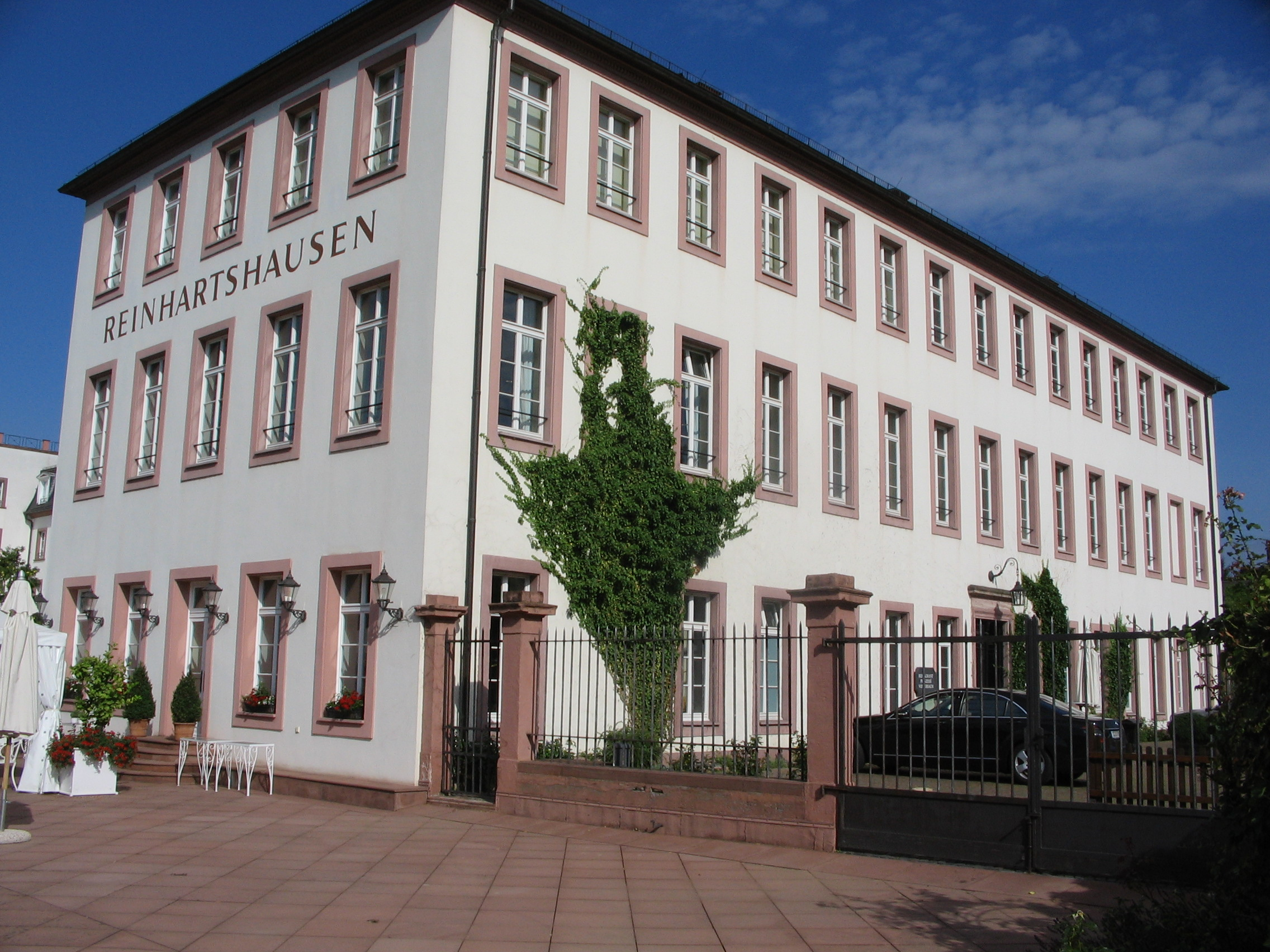
Die dem Schlosshof zugewandte Ostfassade und die auf Schlosspark und Rhein gerichtete Südseite von Schloss Reinhartshausen

Auf der Suche nach einem Wohnsitz nahe der preußischen Grenze, der ihr die Besuche ihrer Kinder erleichtern sollte, zog es Marianne 1855 von Italien zurück nach Deutschland. Sie erwarb Schloss Reinhartshausen in Erbach (Rheingau). Der Ort lag im Herzogtum Nassau, ebenso wie die Stammsitze ihres Hauses Oranien-Nassau (Burg Laurenburg, Nassau (Lahn), Dillenburg, Diez). In Reinhartshausen ließ sie sich mit Johannes van Rossum und ihrem Sohn nieder. Es sollte bis zu ihrem Tod ihr Wohnsitz bleiben.

#### Mäzenatentum
Marianne und Johannes van Rossum ließen Schloss Reinhartshausen ausbauen und erweiterten es um einen Galeriebau, in dem Marianne ihre Kunstsammlungen unterbrachte, bestehend aus vermutlich über 600 Gemälden, Grafiken und zahlreichen Marmorstatuen, die sie überwiegend aus Rom mitgebracht hatte. So wurde ihr Schloss zum kulturellen Anziehungspunkt, nicht zuletzt auch, weil sie junge Künstler bei sich aufnahm und unterstützte. Nur ein kleiner Teil ihrer Sammlungen befindet sich noch heute im Schloss, einige Statuen im Schlossgarten und im Garten des Pfarrhauses der Johanneskirche in Erbach, das meiste wurde in der Familie verteilt und vermutlich verkauft. 1932 gab es außerdem eine Versteigerung in Berlin.
In den 1870er Jahren spendete sie knapp zwei Drittel der Baukosten für den Wilhelmsturm in Dillenburg, ein Monument zum Andenken an Wilhelm I. von Oranien.

#### Stiftung der Johanneskirche in Erbach

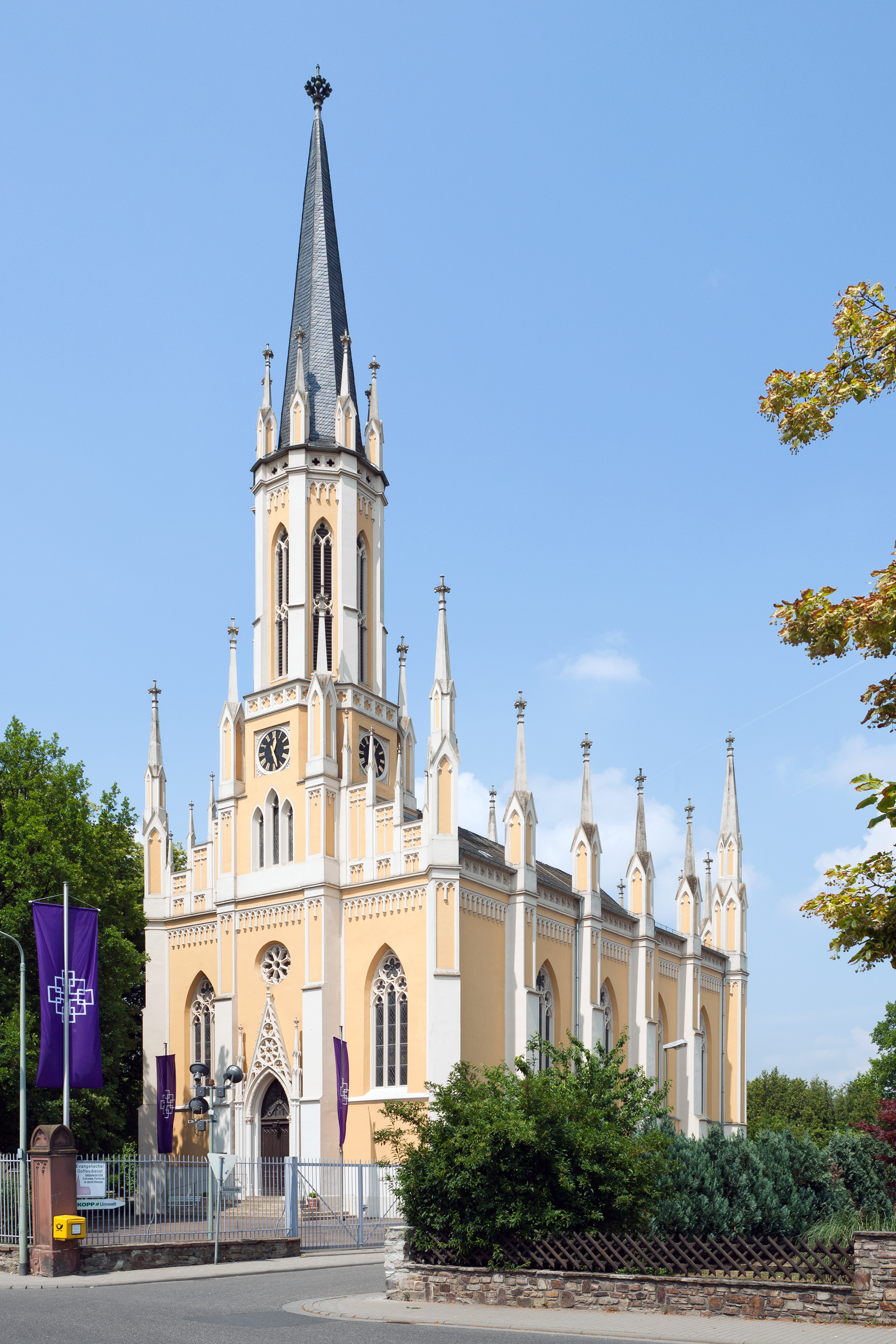
Die Johanneskirche von Südosten, Juni 2011

Marianne und van Rossum ließen ihren Sohn bürgerlich erziehen und strebten für ihn eine Laufbahn als Theologe oder Jurist an. Von Oktober 1861 an wurde Johann Wilhelm darum nicht mehr von Privatlehrern unterrichtet, sondern besuchte ein Internat im nahegelegenen Dauborn. In den Weihnachtsferien erkrankte er zu Hause an Scharlach und starb überraschend am ersten Weihnachtstag 1861. Die tief gläubige Protestantin Marianne schenkte der Gemeinde Erbach noch am Abend seines Todestages ein Grundstück sowie 60.000 Gulden für den Bau der ersten evangelischen Kirche im Rheingau, der Johanneskirche. Das Geschenk umfasste auch ein Pfarrhaus und die finanzielle Ausstattung der Pfarrstelle. Damit erfüllte sie den Wunsch ihres Sohnes nach einem eigenen Gotteshaus für evangelische Christen im Rheingau, den er wenige Wochen vor seinem Tod geäußert hatte.
Baumeister der Kirche war Eduard Zais, Sohn des berühmten nassauischen Baumeisters Christian Zais. In der Gruft hinter dem Altar dieser 1865 feierlich eingeweihten Kirche wurde Mariannes Sohn schließlich bestattet. Eine kleine Engelsfigur des von ihr beauftragten niederländischen Bildhauers Johann Heinrich Stöver ziert seinen Sarkophag. Stöver schuf außerdem in Anlehnung an Motive des dänischen Bildhauers Bertel Thorvaldsen drei Statuen aus Carrara-Marmor, die im Altarraum aufgestellt wurden und Glaube, Liebe und Hoffnung versinnbildlichen. Zu Ehren des Apostels Johannes und zum Gedenken an Johann Wilhelm erhielt die Kirche den Namen Johanneskirche.

### Soziales Engagement
Marianne unterstützte bis ins Alter soziale und kirchliche Einrichtungen. Nicht nur im Rheingau war sie durch ihr großes soziales Engagement außerordentlich beliebt. Sie finanzierte die Pfarrstelle der von ihr gestifteten Johanneskirche und besserte das Gehalt des Pfarrers auf, unterstützte die Bedürftigen der Kirchengemeinden beider Konfessionen („vor Gott sind alle gleich“) sowie die Schule in Erbach und die Wiesbadener Blindenanstalt. In Schlesien unterstützte sie Witwenkassen, Waisenheime, Krankenhäuser und auch hier den Bau einer evangelischen Kirche mit Pfarrhaus.

## Tod

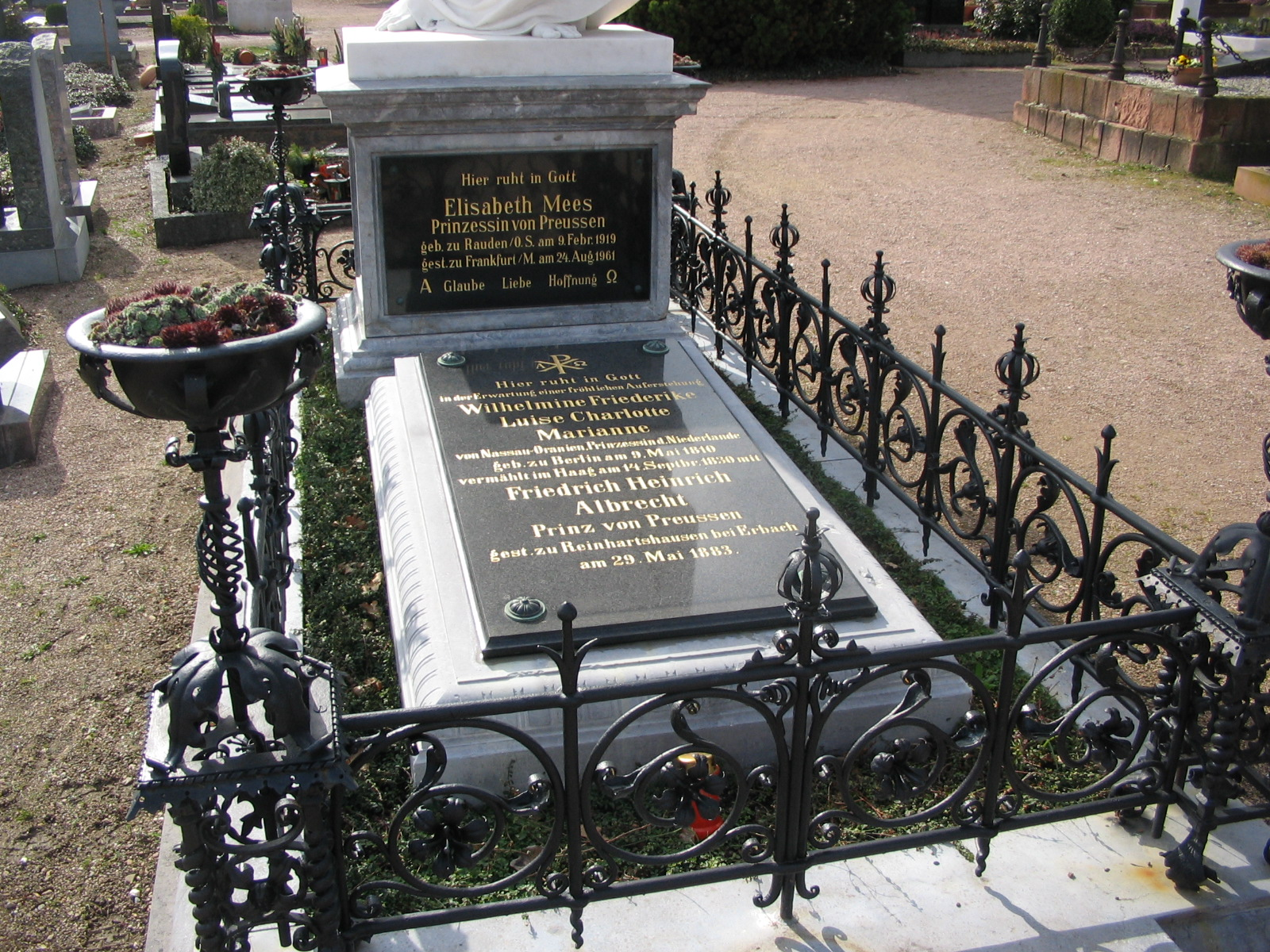
Grabstätte auf dem Friedhof von Erbach

Marianne von Oranien-Nassau starb wenige Wochen nach ihrem 73. Geburtstag am 29. Mai 1883 auf Schloss Reinhartshausen.

### Grabstelle
In der Stiftungsurkunde der Johanneskirche hatte sie sich seinerzeit zwei weitere Grabstellen in der Kirchengruft vorbehalten, um dort einst mit Johannes van Rossum zusammen an der Seite ihres gemeinsamen Sohnes bestattet werden zu können. Doch nach van Rossums Tod im Jahr 1873 war es zu Auseinandersetzungen mit dem Pfarrer gekommen, höchstwahrscheinlich aufgrund der unkonventionellen Lebensweise des Paares. Johannes van Rossum jedenfalls war nicht in der Gruft bei seinem Sohn, sondern auf dem öffentlichen Friedhof in Erbach bestattet worden. Marianne verfügte dann 1876, ebenfalls dort begraben zu werden, und zwar in einem einfachen Eichenholzsarg Seite an Seite mit ihrem Lebensgefährten. Als Testamentsvollstrecker bestimmte sie ihren Sohn Albrecht.

### Grabstein

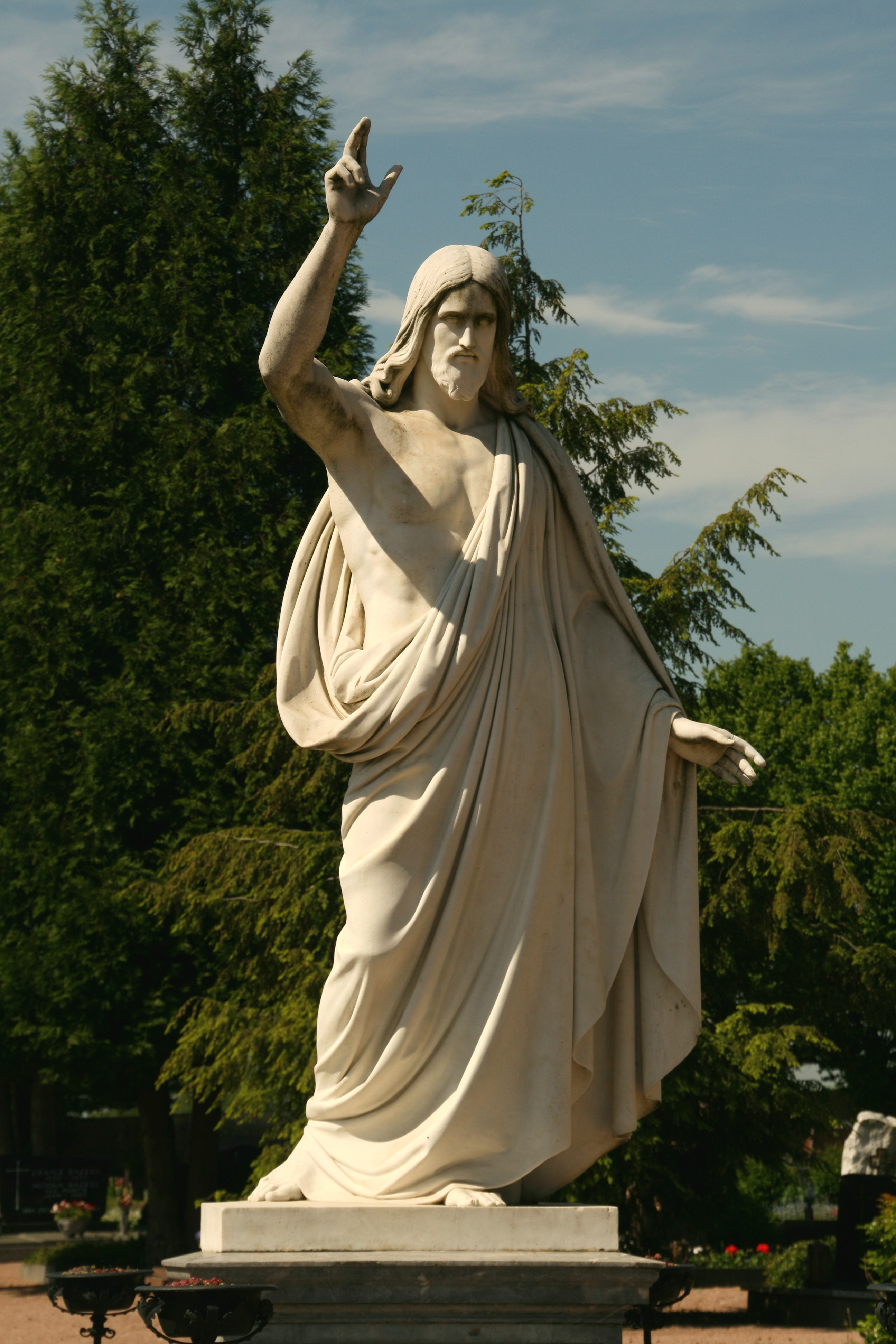
Christusfigur von Johann Heinrich Stöver auf dem Erbacher Friedhof

Wie schon für das Grab ihres Sohnes, ließ Marianne auch für van Rossums Grab eine Arbeit vom niederländischen Bildhauer Johann Heinrich Stöver anfertigen, eine segnende Christusstatue aus Carrara-Marmor, wieder nach dem Vorbild einer Figur des dänischen Bildhauers Bertel Thorvaldsen. Sie schmückt bis heute das gemeinsame Grab Mariannes und van Rossums auf dem Erbacher Friedhof. Der Sockel der Christusstatue mit den Inschriften aus dem Johannes-Evangelium, die verzierte Grabeinfassung aus Lahnmarmor und die Grabplatte mit Inschrift wurden von Josef Leonhard (1833–1901) angefertigt, Spross der renommierten Nassauer Bildhauerdynastie Leonhard aus der Marmormetropole Villmar an der Lahn. Er war beim berühmten Wiesbadener Bildhauer Emil Hopfgarten in die Lehre gegangen und hatte 1856 ein Atelier in Eltville am Rhein eröffnet, das bis heute existiert.

### Inschrift
Auf der Grabplatte findet Mariannes Lebensgefährte Johannes van Rossum, mit dem sie 25 gemeinsame Jahre verbrachte, keine Erwähnung. Ob er anonym bestattet wurde oder seine Grabplatte zehn Jahre später der Mariannes weichen musste, ist unbekannt. Auf Mariannes Vermählung mit Albrecht von Preußen aber wird hingewiesen, von dem sie bereits seit 1849 geschieden war und der von 1853 bis zu seinem Tod 1872 mit Rosalie Gräfin von Hohenau, geborene von Rauch morganatisch verheiratet war.
Die Inschrift auf Mariannes Grabplatte lautet:
Hier ruht in Gott

in der Erwartung einer fröhlichen Auferstehung

Wilhelmine Friederike

Luise Charlotte

Marianne

von Nassau Oranien, Prinzessin der Niederlande

geb. zu Berlin am 9. Mai 1810

vermählt im Haag am 14. Septbr. 1830 mit

Friedrich Heinrich

Albrecht

Prinz von Preussen

gest. zu Reinhartshausen bei Erbach
Eine zweite Grabplatte am Sockel der Christusstatue erwähnt Elisabeth Mees, eine geborene Prinzessin von Preußen und Urenkelin Mariannes, die 1961 im Alter von 42 Jahren starb und hier bestattet wurde.

## Ehrungen
1896 wurde die Rheinaue vor dem Schloss Reinhartshausen auf Initiative des damaligen Eigentümers der Insel, Mariannes Sohn Prinz Albrecht von Preußen (1837–1906), zu ihren Ehren in Mariannenaue umbenannt. Es ist die größte Rheininsel am Mittelrhein zwischen Erbach und Hattenheim.
Mariannes 200. Geburtstag im Jahr 2010 wurde von Schloss Reinhartshausen und von der örtlichen evangelischen Kirchengemeinde Triangelis (Eltville, Erbach, Kiedrich) zum Anlass für Festveranstaltungen genommen, in denen ihr Leben und Wirken gewürdigt wurde.
Am Reformationstagswochenende 2015 wurde die Johanneskirche nach zehnmonatigen Renovierungsarbeiten mit einem glanzvollen Festprogramm aus Gottesdiensten und Konzerten wiedereröffnet. Gleichzeitig wurde ihr 150-jähriges Bestehen gefeiert und der Stifterin gedacht.
Adrian Diel, deutscher Arzt und Gründer der Pomologie, benannte 1818 eine Birne mit dem Namen Prinzessin Marianne nach der jungen Prinzessin, wahrscheinlich auf der Welle des Enthusiasmus nach dem Entstehen des unabhängigen Königreichs der Vereinigten Niederlande im Jahr 1815 unter der Herrschaft der Familien Oranien-Nassau.